# Sydney Maree

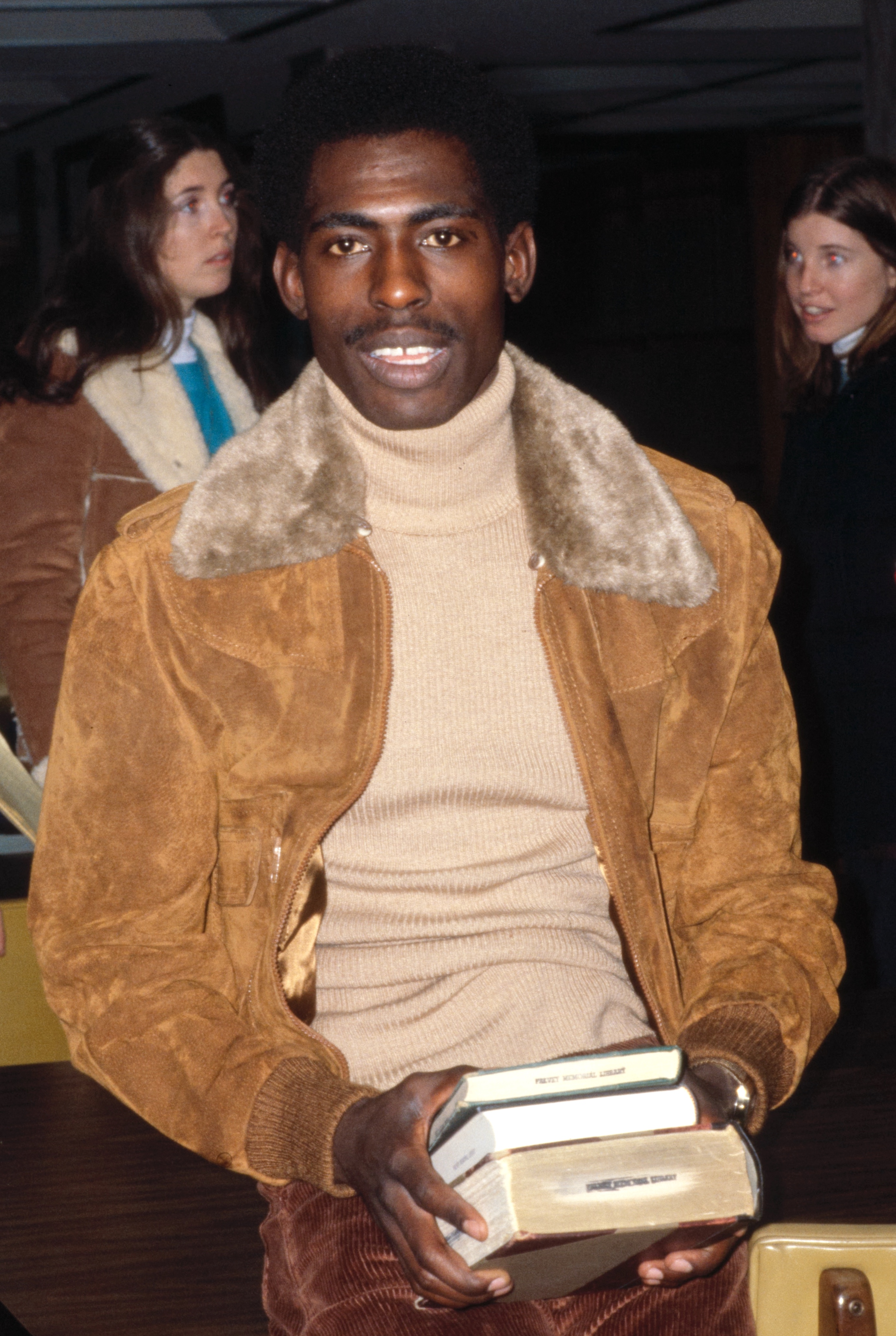
Sydney Maree

Sydney Maree (* 9. September 1956 in Atteridgeville, Transvaal, Südafrika) ist ein ehemaliger US-amerikanischer Mittel- und Langstreckenläufer südafrikanischer Herkunft.

## Leben
Maree, der unter dem Apartheid-System als Coloured eingestuft wurde, wuchs in einem Township auf. Er erhielt den Geburtsnamen seiner Mutter, da sein Vater als Mitglied der ANC Youth League von der Sicherheitspolizei gesucht wurde. In der Oberschule wurde sein Lauftalent erkannt, und 1976 blieb er gleich bei seinem ersten Wettkampf über eine Meile mit 3:57,9 min unter der magischen Vier-Minuten-Grenze. Ein Jahr später finanzierte ihm die Zeitung The Citizen eine Reise in die USA – Maree wusste allerdings nicht, dass das Geld dafür, wie sich später in der Muldergate-Affäre herausstellte, von der südafrikanischen Regierung kam, die ihr Image aufbessern wollte. Maree bestand einen College-Eingangstest und nahm von der Villanova University das Angebot eines Sportstipendiums an. Hier trainierte er bei Jumbo Elliott, der mit einer sehr großen Anzahl von intensiven Tempoläufen zwar das Maximum aus seinen Läufern herausholte, viele von ihnen erreichten jedoch nicht ihren Leistungshöhepunkt zum richtigen Zeitpunkt.
Seine sportlichen Fortschritte führten bald zu politischen Verwicklungen, da wegen des Sportboykotts Südafrikaner von internationalen Wettkämpfen ausgeschlossen waren. Ende 1980 heiratete er die US-Amerikanerin Lisa Rhoden (aus der Ehe, die 2004 geschieden wurde, gingen fünf Kinder hervor). Da Maree nun in Aussicht gestellt wurde, in absehbarer Zeit US-Bürger zu werden, befreite die IAAF Anfang 1981 ihn von den Sanktionen und ließ ihn unter US-Flagge starten. Am 9. September stellte er mit 3:48,83 min einen US-Rekord für die Meile auf; nur Sebastian Coe und Steve Ovett waren zuvor schneller gewesen. Kurz danach siegte er bei der Premiere der First Avenue Mile, eines Straßenlaufs über eine Meile, in 3:47,52 min. Bis heute ist diese Zeit Veranstaltungsrekord. 1982 lief er mit 3:32,12 min Weltjahresbestzeit über 1500 m.
Während er bei den Leichtathletik-Weltmeisterschaften 1983 in Helsinki nicht über das Halbfinale des 1500-Meter-Laufs hinauskam, gelang ihm zwei Wochen später am 28. August beim ASV-Sportfest in Köln mit 3:31,24 min ein Weltrekord über diese Distanz.
1984 erhielt er die US-Staatsangehörigkeit und qualifizierte sich für die Olympischen Spiele in Los Angeles, verzichtete jedoch wegen einer Verletzung auf einen Start.
1985 lieferte er sich am 27. Juli bei den Bislett Games über 5000 m ein packendes Duell mit Saïd Aouita, bei dem der Marokkaner schließlich mit dem Weltrekord von 13:00,40 min siegte und Maree als damals drittschnellste Mensch über diese Distanz mit 13:01,15 min einen US-Rekord aufstellte, der 1996 von Bob Kennedy gebrochen wurde. Am 25. August brach Maree dann als dritter Läufer nach Steve Cram und Saïd Aouita die 3:30-Minuten-Marke für die 1500 m; dieser US-Rekord von 3:29,77 min wurde erst 2006 von Bernard Lagat verbessert.
Obwohl er weiterhin in den Weltjahresbestenlisten Spitzenpositionen einnahm, blieb ihm ein Medaillenerfolg bei großen Sportereignissen versagt. Bei den Weltmeisterschaften 1987 in Rom wurde er Elfter und bei den Olympischen Spielen 1988 in Seoul Fünfter über 5000 m. Bei den Leichtathletik-Hallenweltmeisterschaften 1989 in Budapest ging er über 1500 m sofort nach dem Start in Führung und fiel auf den letzten 100 m auf den vierten Platz zurück. Wettkämpfe wie dieser brachten ihm den Ruf eines schlechten Taktikers ein; schon 1984 hatte Steve Cram, nach den Aussichten seines US-Kontrahenten für die Olympischen Spiele befragt, erwidert: „Eins von sieben Rennen gelingt ihm, aber vielleicht hat er ja Glück.“
1991 beendete Maree seine sportliche Karriere und begann für die Investmentfirma Fleming Martin zu arbeiten. 1995 zog er nach Südafrika zurück, wo er weiterhin als Geschäftsmann tätig war. Als Leiter des National Empowerment Fund wurde er 2004 des Betrugs beschuldigt und 2008 zu einer Haftstrafe von zehn Jahren (davon fünf auf Bewährung) verurteilt. Maree, der seine Unschuld beteuert, hat gegen das Urteil Berufung eingelegt.

## Persönliche Bestzeiten
- 1500 m: 3:29,77 min, 25. August 1985, Köln (ehemaliger US-Rekord)
  - Halle: 3:37,3 min, 9. Februar 1985, East Rutherford (Zwischenzeit)
- 1 Meile: 3:48,83 min, 9. September 1981, Rieti (ehemaliger US-Rekord)
  - Halle: 3:52,40 min, 9. Februar 1985, East Rutherford
- 2000 m: 4:54,20 min, 4. September 1985, Rieti (ehemaliger US-Rekord)
- 3000 m: 7:33,37 min, 17. Juli 1982, London (ehemaliger US-Rekord)
  - Halle: 7:45,90 min, 27. Februar 1990, Sevilla
- 5000 m: 13:01,15 min, 27. Juli 1985, Oslo (ehemaliger US-Rekord)
  - Halle: 13:38,3 min, 6. Februar 1981, New York City
- 10.000 m: 28:21,46 min, 11. April 1980, Knoxville

## Auszeichnungen
- 2003 erhielt Maree den Order of Ikhamanga in Silber.[7]